# Stenoterommata tenuistyla
Stenoterommata tenuistyla is een spinnensoort in de taxonomische indeling van de bruine klapdeurspinnen (Nemesiidae).
Stenoterommata tenuistyla werd in 1995 beschreven door Goloboff.